# 达拉瑟诺斯家族
达拉瑟诺斯（希臘語：Δαλασσηνός），阴性形式为达拉瑟内（Greek: Δαλασσηνή） ，是一个11世纪的拜占庭帝国贵族家族的族姓。

## 起源与发展
这个家族的族姓源于他们的故乡，小亚细亚的达拉萨（希腊语：Δάλασσα，今土耳其塔拉斯），他们的种族身份未知，亚美尼亚历史学家尼古拉斯·阿东茨认为他们是亚美尼亚人，但他们并不使用亚美尼亚语姓名，大部分学者都怀疑这种观点。
这个家族第一个有名的成员是“总长”达米安·达拉瑟诺斯，曾于995/96年-998年担任重要的安条克都督职务。他的儿子们也官至高位，君士坦丁与狄奥菲拉克特同样官至安条克都督，而罗曼诺斯则担任伊比利亚军区督军，11世纪初，家族的势力似乎主要集中在东部，尤其是安条克。
达米安的子嗣中，君士坦丁·达拉瑟诺斯受到君士坦丁八世（1025-1028年在位）的青睐，曾一度考虑以他为自己的继承人，在罗曼诺斯三世（1028-1034年在位）时期，家族至少在表面上保持忠诚，但君士坦丁被指控对1030年罗曼诺斯的失败战役负有部分责任。米海尔四世（1034-1041年在位）与米海尔五世（1041-1042年在位）时期，君士坦丁成为贵族反对派的首领，导致执政的孤儿院长约翰将家族的大部分成员流放或监禁。1042年米海尔五世倒台后，佐伊女皇一度考虑以君士坦丁为帝，但最后因为他过于严肃无趣而放弃，选择了君士坦丁九世（1042-1055年在位）。
11世纪60-70年代，该家族的一些成员在巴尔干担任军职，如1073年担任斯科普里都督的达米安，1062年担任塞萨洛尼基都督的狄奥多尔，但他们与达米安·达拉瑟诺斯的关系未知。而家族最有名的成员则是安娜·达拉瑟内，他是达米安的外曾孙女，与伊萨克一世（1057-1059年在位）的弟弟约翰·科穆宁结婚，并在丈夫去世后成为一家之主，其子阿莱克修斯1081年成为皇帝，即科穆宁王朝的开创者阿莱克修斯一世（1081-1118年在位），在他在位初期外出征战时，安娜·达拉瑟内留在首都担任摄政。

## 后期成员
另一位君士坦丁·达拉瑟诺斯在阿莱克修斯一世初期担任海军将领，发挥了重要作用，而家族的其他成员则多担任民事官职，12世纪最有名的家族成员是约翰·罗杰里奥斯·达拉瑟诺斯，他1138年被封为凯撒，之后密谋反对曼努埃尔一世（1143-1180年在位），但没有成功。
达拉瑟诺斯家族在12世纪末仍然显赫，但此后衰落，很少在记载中出现，而且家族成员地位不高。

## 引用
1. 1 2 3 4 5 6  ODB，"Dalassenos" (A. Kazhdan), p. 578.
2. ↑  Krsmanović 2003，Chapter 2.
3. ↑  Cheynet & Vannier 1986，第76–78頁; Kazhdan & Epstein 1985，第63頁.
4. 1 2  Krsmanović 2003，Chapter 3.
5. ↑  Kazhdan & Epstein 1985，第63–64頁.
6. 1 2  Kazhdan & Epstein 1985，第64頁.
7. ↑  Cheynet & Vannier 1986，第80頁.
8. 1 2  Krsmanović 2003，Chapter 4.
9. ↑  Cheynet & Vannier 1986，第80–81頁.
10. ↑  Cheynet & Vannier 1986，第81頁.
11. 1 2  Krsmanović 2003，Chapter 5.
12. ↑  Krsmanović 2003，Chapter 6.
13. ↑  Krsmanović 2003，Chapter 7.